# تيموثي بيمبيلي
تيموثي بيمبيلي (من مواليد 9 سبتمبر 2002) هو لاعب كرة قدم فرنسي محترف يلعب كمدافع لنادي باريس سان جيرمان .

## مسيرته الكروية
انضم بيمبيلي إلى أكاديمية باريس سان جيرمان في عام 2015. في 4 يوليو 2018، في سن 15، وقع أول عقد احترافي له مع باريس سان جيرمان، وربطه بالنادي حتى 30 يونيو 2021. 
يوم 28 نوفمبر عام 2020، إستهل بيمبيلي مشواره الإحترافي في تعادل فريقه 2-2 مع بوردو، وابتدي المباراة في مركز المدافع إلي جانب بريسنل كيمبيمبي.   على الرغم من تسجيله هدفًا في مرماه في الدقيقة العاشرة من المباراة، إلا أن أداء بيمبيلي كان واعدًا للغاية وفقا لمعظم المراقبين.  حيث ساعد فريقه على المضي قدمًا في الهجوم بعدة تمريرات عمودية ناجحة.  في مرحلة ما من المباراة، راوغ لمسافة 40 مترًا بالكرة، مما أدى إلى ركنية لفريق باريس سان جيرمان. 
في 4 ديسمبر 2020، مدد بيمبيلي عقده مع باريس سان جيرمان حتى عام 2024.  ظهر لأول مرة في دوري أبطال أوروبا بعد خمسة أيام، حيث حل بديلاً للاعب أليساندرو فلورنزي في الفوز 5-1 على نادي اسطنبول باشاكشهير.  جاء هدف بيمبيلي الأول لباريس سان جيرمان في الفوز 4-0 على ستراسبورغ في 23 ديسمبر 2020. 

## مسيرته الدولية
مثل بيمبيلي فرنسا على مستوى الفرق تحت 16 وتحت 17 وتحت 18. شارك في 6 مباريات في كأس العالم تحت 17 سنة 2019 ، وهي البطولة التي احتلت فيها فرنسا المركز الثالث.

## الحياة الشخصية
ولد بيمبيلي في فرنسا من أصل كونغولي. 

## الإنجازات

### دولي
- المركز الثالث في كأس العالم تحت 17 سنة : 2019 [11]